# Retinosaurus hkamtiensis
Retinosaurus hkamtiensis — викопний вид ящірок інфраряду сцинкоподібних (Scincomorpha). Описаний у 2022 році.

## Відкриття
Скам'янілість була виявлена в бірманському бурштині з місцевості Хкамті в М'янмі, яке датується раннім альбом приблизно 110 мільйонів років тому. Зразок було легально отримано від дилера дорогоцінних каменів в 2019 році. У бурштині застигла молода особина ящірки. Крім викопного матеріалу ящірки, бурштин також містить кілька жуків.

## Опис
Retinosaurus hkamtiensis був невеликою ящіркою, його добре збережений череп має лише 1 см (але було виявлено лише молодь). На додаток до тривимірно збережених кісток, скам'яніла смола також зберегла луску шкіри і навіть частину дихальної системи у вигляді трахеї та бронхів. Скам'янілість складається з голови та частини тулуба з передніми лапами. Видно форму окремих лусочок, а також частину ока та повік.

## Систематика
На основі філогенетичного аналізу було виявлено, що Retinosaurus, ймовірно, належав до широкої групи сцинків, а його найближчими живими родичами є Xantusiidae. Більшість аналізів показують, що рід є дочірнім таксоном до клади, що складається з роду Tepexisaurus і родини Xantusiidae. Оскільки типова особина являє собою незрілу особину, автори опису вказують на те, що будь-які результати філогенетичного аналізу слід інтерпретувати з обережністю.